# Tropaeolum fintelmannii
Tropaeolum fintelmannii är en krasseväxtart som beskrevs av Wagen. och Diederich Franz Leonhard von Schlechtendal. Tropaeolum fintelmannii ingår i släktet krassar, och familjen krasseväxter.

## Underarter
Arten delas in i följande underarter:
- T. f. olmosense
- T. f. subpeltatum